# Interruttore con sganciatore di protezione elettronico
L′interruttore dotato di sganciatore di protezione elettronico è un interruttore che viene aperto, in caso di guasto, da un attuatore elettromeccanico (solenoide di apertura) attivato da un dispositivo elettronico in grado di elaborare un segnale proporzionale alla corrente che attraversa i contatti di potenza. Tale segnale (corrente/tensione) è fornito da un sensore di corrente (sensore di Rogowsky).
Nel caso di interruttori automatici industriali trifase è possibile disporre di protezioni elettroniche in grado di individuare guasti di diversa natura ed intensità (come sovraccarico, corto circuito, guasto a terra, sbilanciamento).
Le protezioni elettroniche offrono inoltre una gamma di strategie di intervento (curve di protezione tempo-corrente) molto utili nel caso di protezione di carichi come ad esempio motori o batterie di rifasamento. Esempi di curve di protezione sono la L (overload), la S (short time) la I(Istantaneous) o la G (ground).